# Delicias Nuevas
Delicias Nuevas es uno de los varios sectores que conforman la ciudad de Cabimas en el estado Zulia en Venezuela. Pertenece a la parroquia Ambrosio.

## Ubicación
Las Delicias Nuevas se encuentran entre los sectores El Golfito y Bello Monte al norte (calles Argentina y Chile), 12 de octubre y Campo Alegre al este (Av Intercomunal), Delicias Viejas y Guavina al sur (carretera H) y Las 40's, Barrio Obrero y Ambrosio al Oeste (calles Yaracuy, Chile, Carabobo y Colombia).

## Historia
Las Delicias Nuevas comenzó con el trazado de las calles Argentina, Chile, Yaracuy, Zulia, Max García y la Av Principal, las cuales existían a fines de los años 30 entre otras cosas como vías de acceso a pozos o para conectar Concordia con el campo de Golf de la Lago Petroleum Corporation (El Golfito). Posteriormente las petroleras parcelaron y construyeron los campos Las 40's y Las 50's. 
Cuando la gente comenzó a mudarse a las Delicias Nuevas en 1948 las Delicias Viejas ya existían desde los años 30, por lo que la parte nueva comenzó a conocerse como Delicias Nuevas. La red de Callejones entre la Av Principal, la calle Chile, la carretera H y la entonces carretera Nacional (hoy Av Intercomunal) siguen el curso de las líneas de flujo de un pozo central, y tomaron nombres heterogéneos como El Pirata, Los Pavos, San Antonio, Monzón, Taratara, Caroní, Guaicaipuro, Montevideo, entre otras. Las calles que lo separan de Barrio Obrero y Las 40's tomaron nombres de estados de Venezuela (calles Zulia, Carabobo, Yaracuy, Mérida, callejones Falcón - Zulia y Sucre) o países de América (calles Venezuela, Argentina, Chile, Brasil, Paraguay, Colombia y México).
Para 1968 existían todas las calles actuales, sin embargo la Max García no estaba asfaltada, y existía un separador de Petróleo en la calle Zulia, donde luego hubo un almacén de la compañía eléctrica Cadafe, una parada de autobuses de Lagoven, un depósito de la compañía eléctrica Enelco y para el 2008 la construcción de Villa Esmeralda.
Entre finales de los años 1970 y principios de los 1980 se construyeron los apartamentos de Villa Delicias. En 1982 Comenzó la construcción de Gran Sabana, sin embargo con la bancarrota del Banco de los Trabajadores de Venezuela (BTV) en 1983 luego del Viernes Negro, se suspendió su construcción hasta 1987 cuando recomenzó y fue inaugurado en 1988.

## Zona Residencial
En las Delicias Nuevas se encuentran algunos de los mayores conjuntos residenciales de Cabimas, Gran Sabana (9 edificios de 11 y 12 pisos: Yuruari, Anta tepuy, Roraima, Auyantepuy, Icabarú, Canaima, Caroní, Chimanta tepuy y Churún Merú; calle Chile) y Villa Delicias (6 edificios de 7 pisos: Delicias I, II, III, IV, V y VI; av Principal las Delicias) además de varios otros cerrados con casas de 2 plantas en la calle Zulia: Villa Emeralda, Villa Palmera y Residencias Costa Azul. En Delicias Nuevas se encuentra El Instituto Universitario Juan Pablo Pérez Alfonzo (Av Principal las Delicias), la Unidad Educativa Privada Prof. Aristobulo Izturiz y La Iglesia San Pedro (Av Principal las Delicias). 

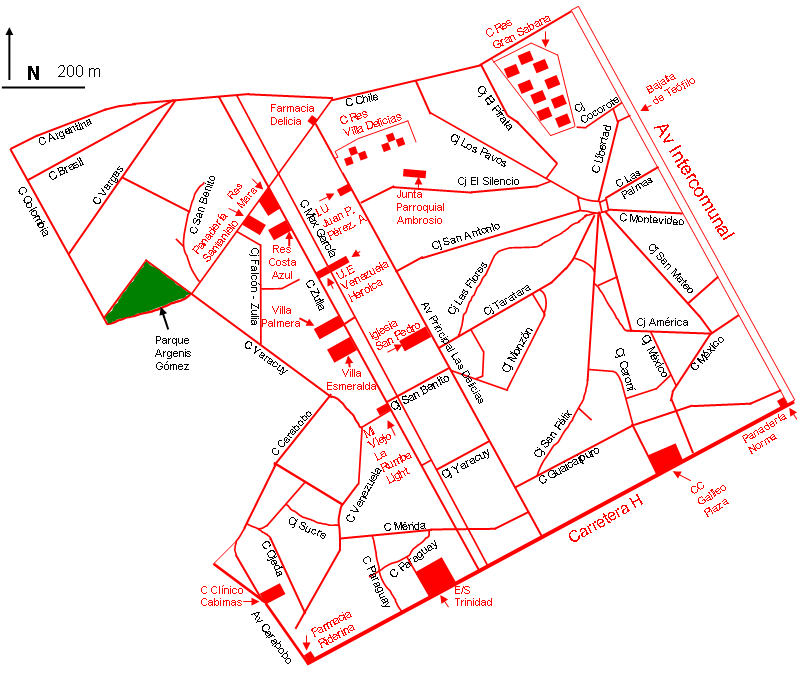
Sector Delicias Nuevas

## Vialidad y Transporte
Las Delicias Nuevas tiene calles con nombres de estados de Venezuela, como por ejemplo: Zulia, Falcon - Zulia, Carabobo, Yaracuy, Mérida, Sucre. O de países del mundo: Argentina, Brasil, Chile, Colombia, Paraguay. Esta nomenclatura de países y estados la comparte con el vecino sector de Guavina. Otras calles con nombres como Los Pavos, El Pirata, San Benito, Monzón, Max García. Por las Delicias Nuevas pasan las líneas, Bello Monte (calles Chile y Zulia), H y Delicias (calles Chile, Yaracuy y Carabobo) y H y Cabillas (carretera H). Sus calles principales son las 3 rectas calle Zulia, calle Max García y Av Principal las Delicias.

## Sitios de Referencia
- Junta Parroquial de la Parroquia Ambrosio. Callejón El Silencio.
- Tasca Bodegón Mi Viejo (La Rumba Light) calle Zulia.
- CC Galileo Plaza. Carretera H con calle Caroní.
- E/S La Trinidad Carretera H con calle Paraguay.
- Farmacia Delicia. Calle Chile intersección con Av Principal las Delicias.
- Farmacia Riderina (calle Carabobo con carretera H).
- Iglesia San Pedro (Av Principal las Delicias).
- Residencias (edificios Gran Sabana). Calle Chile frente a callejón San Rafael.
- Residencias (edificios Villa Delicias). Av Principal las Delicias.
- Residencias Mara. Esquina calle Zulia con calle Chile
- Residencias Costa Azul. Calle Zulia
- Villa Palmera. Calle Zulia
- Villa Esmeralda. Calle Zulia
- Residencias Roca. Av Principal las Delicias al lado de Villa Delicias
- Unidad Educativa Venezuela Heroica. Entre calles Zulia y Max García.
- Unidad Educativa Dilcia A. Moreno de Bosso. Av. Principal las Delicias.
- Data Processing Center, C.A. Av Principal las Delicias.
- Instituto Universitario Juan Pablo Pérez Alfonzo. Av Principal las Delicias.
- Parque Argenis Gómez. Entre calles Chile, Colombia y Yaracuy.
- Barra Restaurante Gran Zumaque, Avenida Intercomunal entre carreteras Chile Y H.
- Piscina Laguna Azul, Calle San Félix.